# Evangelische Kirche (Hohenkirchen)

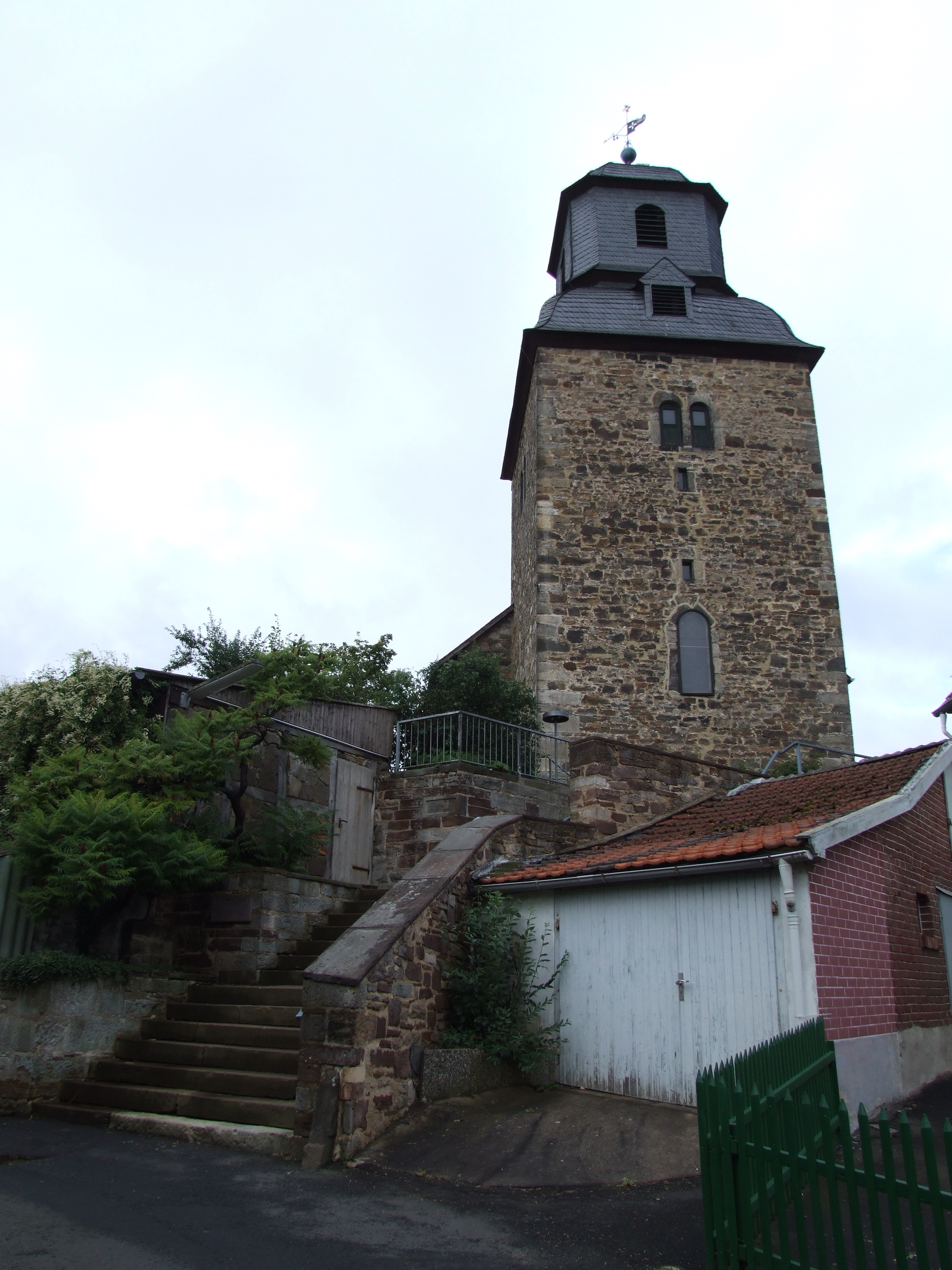
Evangelische Kirche in Hohenkirchen

Die evangelische Kirche Hohenkirchen ist ein denkmalgeschütztes Kirchengebäude, das im Ortsteil Hohenkirchen der Gemeinde Espenau im Landkreis Kassel (Hessen) steht. Die Kirchengemeinde gehört zum Kirchspiel Immenhausen-Espenau im Kirchenkreis Hofgeismar-Wolfhagen im Sprengel Kassel der Evangelischen Kirche von Kurhessen-Waldeck.

## Beschreibung
Um 1150 wurde eine Kapelle errichtet, die später als Wehrkirche ausgebaut wurde, wie an den Schießscharten des Turms zu erkennen ist. 1584–1598 wurde der Kirchturm aufgestockt und verstärkt. In diese Zeit fällt auch die Anschaffung der ersten 1591 gegossenen Kirchenglocke. In der ersten Hälfte des 19. Jahrhunderts wurde er mit einer schiefergedeckten Haube versehen. Bis 1691 hatte das Kirchenschiff die Breite des Turmes. Wegen der wachsenden Einwohnerzahl wurde es auf der Nord- und der Südseite auf die heutige Breite erweitert. Zusätzlich wurde auf der Westseite eine Empore eingebaut. 
Der Chor ist im Innern mit einem Kreuzrippengewölbe auf Konsolen überspannt. Im Kirchenschiff wurde eine neue, tiefer gelegte Holzbalkendecke eingezogen. Die Emporen wurden 1817 erweitert, weil die Einwohner erneut zugenommen hatten. 1966–1967 entstand in Richtung Westen ein Anbau. Die alten Emporen und die Kirchenbänke wurden entfernt und durch neue ersetzt. Die Orgel mit 17 Registern auf zwei Manualen und Pedal wurde 1998 von Elmar Krawinkel gebaut.